# Uropsilus
Uropsilus là một chi động vật có vú trong họ Talpidae, bộ Soricomorpha. Chi này được Milne-Edwards miêu tả năm 1871. Loài điển hình của chi này là Uropsilus soricipes Milne-Edwards, 1871.
Đây là động vật có vú đặc hữu của khu vực rừng núi cao, giáp với Trung Quốc, Myanmar và Việt Nam. Chúng sở hữu mõm dài, đuôi thon dài, tai ngoài và bàn chân nhỏ không chuyên biệt để đào hang. Mặc dù chúng tương tự như chuột chù về kích thước, hình dáng bên ngoài và, có lẽ là thói quen sinh thái, tuy nhiên chúng vẫn là chuột chũi.

## Các loài
Chi này gồm các loài: